# Mirocastnia smalli
Mirocastnia smalli är en fjärilsart som beskrevs av Miller 1980. Mirocastnia smalli ingår i släktet Mirocastnia och familjen Castniidae. Inga underarter finns listade i Catalogue of Life.